# Ivajlo Marinov
Ivajlo Marinov (bolgárul: Ивайло Маринов, született Iszmail Musztafov  (bolgárul: Исмаил Мустафов); Várna, 1960. július 12. –) török nemzetiségű olimpiai bajnok bulgáriai ökölvívó.
Todor Zsivkov kommunista diktatúrája 1984-ben erőszakos bolgárosításba kezdett, mely során megszűnt a török nyelvű oktatás, és a török neveket szláv hangzásúra kellett cserélni. Ekkortól versenyzett Ivajlo Marinovként.

## Eredményei
- 1980-ban bronzérmes az olimpián kislégsúlyban.
- 1981-ben Európa-bajnok papírsúlyban.
- 1982-ben világbajnok kislégsúlyban.
- 1983-ban Európa-bajnok kislégsúlyban.
- 1985-ben ezüstérmes az Európa-bajnokságon kislégsúlyban.
- 1988-ban olimpiai bajnok kislégsúlyban.
- 1989-ben Európa-bajnok kislégsúlyban.
- 1991-ben Európa-bajnok kislégsúlyban.